# 청부 살인 (영화)
《청부 살인》(Hired To Kill)은 미국에서 제작된 니코 마스토라키스, 피터 라더 감독의 1990년 액션, 스릴러, 코미디 영화이다. 브라이언 톰슨 등이 주연으로 출연하였고 피터 라더 등이 제작에 참여하였다. 이 영화는 대한민국에서 1990년 4월 28일 비디오로 첫 개봉되었다.

## 출연

### 주연
- 브라이언 톰슨
- 조지 케네디

### 조연
- 조대너 카프라
- 켄들 콘래드
- 호세 페레
- 미쉘 모펫
- 주드 무세터
- 바바라 니벤
- 올리버 리드
- 페넬로피 리드
- 데이빗 소여

## 기타
- 미술: 마이클 스트링거

## 제작
이 영화의 주 배경은 그리스의 케르키라섬이다. 스턴트맨 클린트 C. 카펜터는 헬리콥터의 오작동으로 인해 사망했다.